# Ceryx albipuncta
Ceryx albipuncta är en fjärilsart som beskrevs av George Francis Hampson 1907. Ceryx albipuncta ingår i släktet Ceryx och familjen björnspinnare. Inga underarter finns listade i Catalogue of Life.